# Sant Marçal de Terrassola
Sant Marçal de Terrassola és una església romànica de Torrelavit (Alt Penedès) inclosa a l'Inventari del Patrimoni Arquitectònic de Catalunya.

## Descripció
L'església de Sant Marçal està situada dintre del nucli urbà de Terrassola. És un edifici d'una sola nau, coberta amb volta de canó lleugerament apuntada amb arcs torals i capçalera trilobada. Damunt del transsepte, s'eleva un cimbori vuitavat amb cúpula semiesfèrica sobre trompes. A l'exterior, els murs laterals i els de l'absis presenten decoració d'arcs cecs i bandes llombardes. La façana de ponent és d'estructura senzilla i té una porta d'accés central adovellada i una petita finestra d'arc de mig punt a la part superior. La teulada és a dues vessants.

## Història
L'església de Sant Marçal de Terrassola és un edifici romànic que té el seu origen en els darrers anys del segle xi. L'any 1209 ja era esmentada com a parròquia.
Actualment es troba en procés de restauració.